# جامار لوف
جامار لوف (بالإنجليزية: Jamar Love)‏ هو لاعب كرة قدم أمريكية أمريكي، ولد في 8 نوفمبر 1986 في نورث ليتل روك في الولايات المتحدة.